# D-A-S-H
D-A-S-H är en klädbutik och en kläd- och accessoarkedja för kvinnor, grundad av systrarna Kourtney, Kim och Khloé Kardashian som även äger och driver butiken. Första D-A-S-H-butiken öppnades i Calabasas, Kalifornien 2006. Affärerna har även synts i Familjen Kardashian, Kourtney and Khloé Take Miami, Kourtney and Kim Take New York, Khloe & Lamar och Kourtney & Kim Take Miami.